# Billboard Vietnam Hot 100
《越南公告牌》百强单曲榜（英語：Billboard Vietnam Hot 100），是由《越南公告牌》推出的音樂排行榜，榜單根據歌曲在週五至週四的下載和串流表現而成。該榜單於2022年1月正式啟用，第一首榜單冠軍歌曲是Nguyên Thảo客串Đen的〈Mang Tiền Về Cho Mẹ〉。

## 外部連結
- 《越南公告牌》百强单曲榜 （页面存档备份，存于）